# أمامدرة (راز)
أمامدرة (بالفارسية: امامدره) هي قرية تقع في إيران في قسم راز الريفي. يقدر عدد سكانها بـ 227 نسمة بحسب إحصاء 2016.